# Statue de Léopold Sédar Senghor
La statue de Léopold Sédar Senghor, est située le long de la corniche en face de son ancienne demeure de Dakar. Il fut le premier président du Sénégal de 1960 à 1980. Cette statue érigée par le Bureau régional pour l’Afrique de l’Ouest de la Francophonie, visait à saluer sa mémoire et rendre hommage à sa contribution à la création et au développement de la Francophonie à l'occasion du sommet de celle-ci au Sénégal.

## Description
La statue est posée sur un socle d'environ 1 m de haut, elle mesure 1,70 m, le matériel utilisé est creux. Senghor est assis et fait face à son ancienne maison. Elle a été réalisée par El Hadji Mboup, un artiste peintre et sculpteur dakarois, de par l'initiative du poète Amadou Lamine Sall, figure reconnue au sein de la Francophonie.